# Psammodromus
Genre
Psammodromus est un genre de sauriens de la famille des Lacertidae.

## Répartition
Les six espèces de ce genre se rencontrent en Afrique du Nord et en Europe du Sud.

## Liste des espèces
Selon The Reptile Database (11 septembre 2015) :
- Psammodromus algirus (Linnaeus, 1758)
- Psammodromus blanci (Lataste, 1880)
- Psammodromus edwardsianus (Dugès, 1829)
- Psammodromus hispanicus Fitzinger, 1826
- Psammodromus microdactylus (Boettger, 1881)
- Psammodromus occidentalis Fitze, Gonzalez-Jimena, San-Jose, San Mauro & Zardoya, 2012

## Étymologie
Le nom de ce genre, Psammodromus, vient du grec ψαμμος, « sable », et δρομος, « course », donc « qui court sur le sable ».

## Publication originale
- Fitzinger, 1826 : Neue Classification der Reptilien nach ihren natürlichen Verwandtschaften nebst einer Verwandschafts-Tafel und einem Verzeichnisse der Reptilien-Sammlung des K. K. Zoologischen Museums zu Wien J. G. Heubner, Wien, p. 1-66 (texte intégral).